# Poa saltuensis
Poa saltuensis är en gräsart som beskrevs av Merritt Lyndon Fernald och Karl McKay Wiegand. Poa saltuensis ingår i släktet gröen, och familjen gräs. Inga underarter finns listade i Catalogue of Life.